# Aloe helenae
Aloe helenae är en grästrädsväxtart som beskrevs av Paul Auguste Danguy. Aloe helenae ingår i släktet Aloe och familjen grästrädsväxter. IUCN kategoriserar arten globalt som akut hotad. Inga underarter finns listade i Catalogue of Life.

## Bildgalleri

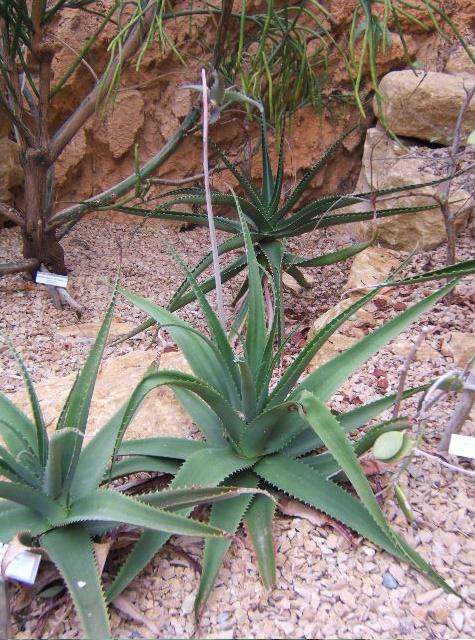
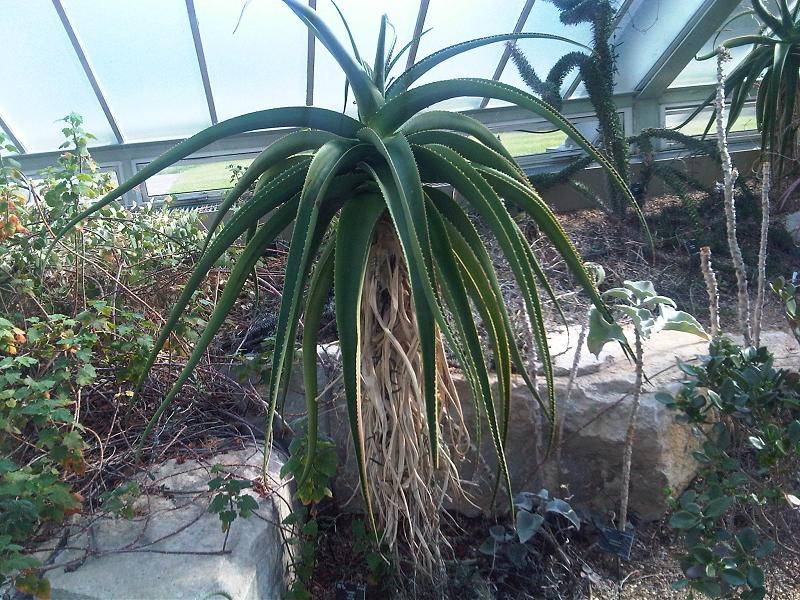